# Kajira

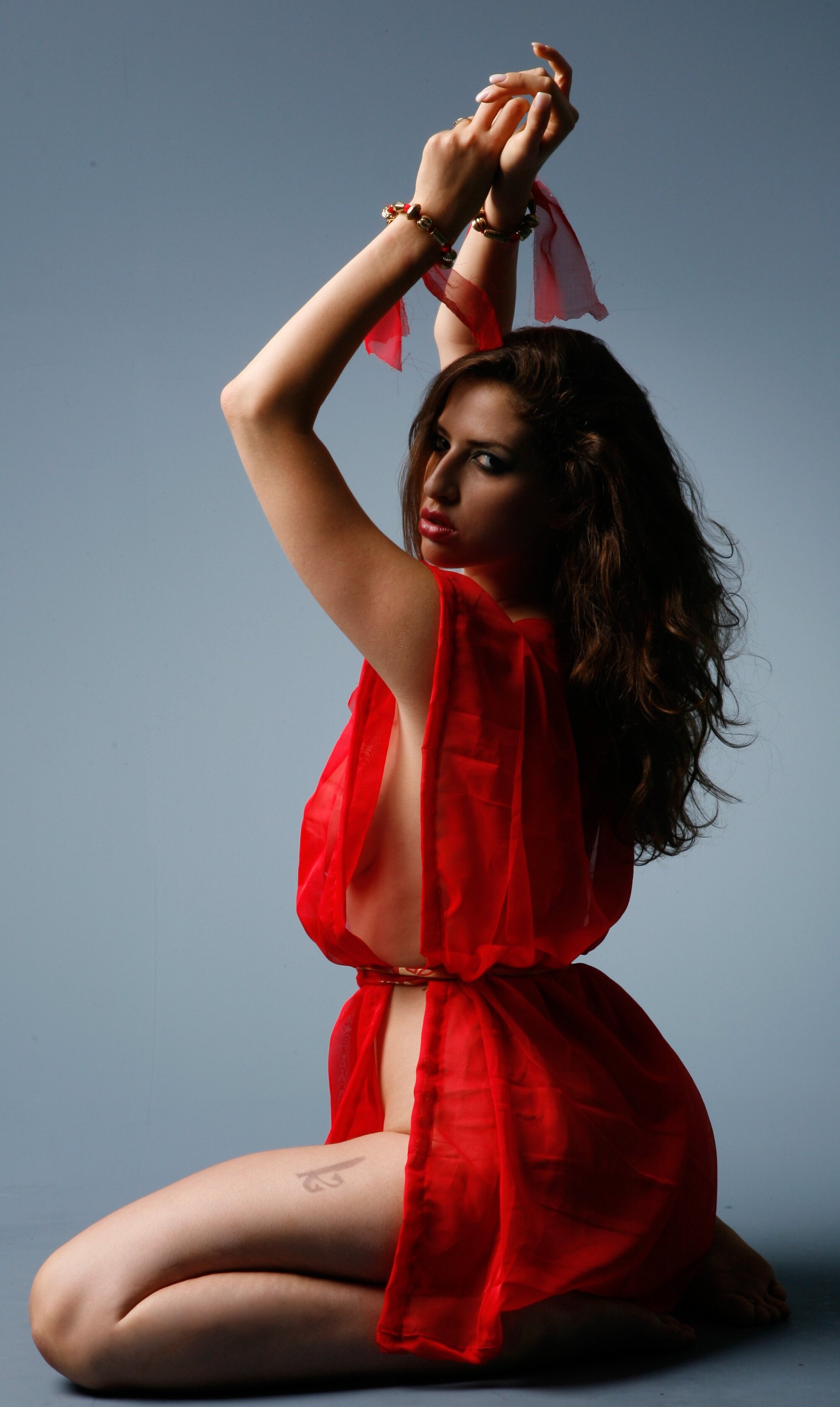
Darstellung einer Kajira, in einem Camisk-Gewand, auf dem Oberschenkel das Sklavenzeichen Kef. Model: Sarah Ellis, Foto: Marcus J. Ranum.

Der Begriff Kajira, (Aussprache kadschira, Pl. Kajirae, zu Deutsch Sklavin oder Sklavenmädchen) stammt aus der 38 Bücher umfassenden Gor-Romanreihe des US-amerikanischen Autors John Norman (bürgerlich: John Frederick Lange Jr.). Er bezeichnet ein versklavtes Mädchen bzw. eine versklavte Frau auf der Phantasiewelt Gor. Außerhalb des literarischen Kontextes der Gor-Reihe wird der Begriff Kajira in Anlehnung an Normans Darstellungen als Bezeichnung einer submissiven Frau verwendet, die zumeist unter der Kontrolle und Herrschaft eines dominanten Mannes steht. In diesem Kontext hat er nicht nur, aber vor allem Einzug in die BDSM-Kultur erhalten.
Kajirae nehmen in John Normans Werk einen großen, teils zentralen Raum in der Handlung ein, vor allem seit dem siebten Band Sklavin auf Gor. Innerhalb der Reihe gelten elf der 38 Bände als Kajira- bzw. Sklavinnen-Romane, in der eine weibliche Ich-Erzählerin auftritt und von ihrem Leben als Kajira auf Gor berichtet. Der neunzehnte Band trägt den Titel Kajira von Gor (Kajira of Gor).
Die Kajira-Thematik und das durch sie vermittelte Frauenbild waren in Deutschland entscheidend für die in den Jahren 1985 bis 1987 erfolgte Indizierung von 11 der bis dahin 19 auf Deutsch erschienenen Gor-Romane, bei der die Bundesprüfstelle für jugendgefährdende Medien unter anderem mit Verstößen gegen die Menschenwürde argumentierte. Nach Ablauf der gesetzlichen Indizierungszeit von 25 Jahren, wurden die Bücher nicht erneut indiziert und sind seither auf dem freien Markt erhältlich.

## Literarische Verwendung in der Gor-Reihe
In seiner 38-bändigen Gor-Romanreihe aus dem Genre Science-Fiction-Fantasy baut John Norman auf dem Planeten Gor eine altertümliche Welt auf. Die dort lebenden Menschen praktizieren die Sklaverei, wobei die Sklaverei von Frauen zahlenmäßig wie gesellschaftlich den bei weitem größten Raum einnimmt. Erstmals eingeführt wird das Wort Kajira im vierten Band Die Nomaden von Gor. Es ist der auf Gor gebräuchliche Ausdruck für „Sklavin“ bzw. „Sklavenmädchen“. Ein anderer Begriff ist Sa-Fora, was Kettentochter bedeutet. Das männliche Äquivalent ist Kajirus, im Plural Kajirii.
Norman zeichnet in seinen Romanen das Narrativ, dass Frauen erst in der vollständigen Unterwerfung als Kajira / Sklavin das Gefühl wahrer Weiblichkeit, sexueller Erfüllung und Glück empfinden, sodass sich die Frauen – goreanische wie irdische – im Innersten wünschen zu einer Kajira zu werden. Die Goreaner ihrerseits glauben an eine natürliche, psychisch-biologische Überlegenheit und dominante Herrschaft des Mannes, während Frauen psychisch-biologisch zur Unterwerfung bestimmt seien, wenngleich die allermeisten Frauen auf Gor frei sind. Auf Gor ist die Versklavung von Frauen daher nicht nur legitimiert, sondern gesellschaftlich vollkommen normalisiert und die Wahrnehmung und Nutzung von Kajirae durchzieht verschiedenste Aspekte des gesellschaftlichen Leben Gesellschaft.

Gemäß der goreanischen Mythologie gab es einst einen Krieg zwischen Männern und Frauen, den die Frauen verloren. Die Priesterkönige – eine den Goreanern gottgleiche, außerirdische Insektenrasse – wollten nicht, dass die Frauen getötet wurden, und gaben den Frauen – die Männer besänftigende – große Schönheit, doch mussten sie und ihre Töchter den Männern fortan als Sklavinnen dienen.
Kajirae sind zumeist allerhöchstens spärlich bekleidet und tragen fast obligatorisch einen Halsreif bzw. ein Halsband und zumeist eine Brandzeichen am Körper, die sie als Kajirae ausweisen, vor allem die Symbole Kef (ein k-ähnliches Zeichen) und Dina (eine rosenartige Blüte).

## Kajira-Thematik und ihre Folgen

### Hintergrund der feministischen Debatte der 1970er- und 1980er-Jahre
Die Veröffentlichung der meisten Gor-Romane (Bände 1–25) von 1966 bis 1985 zeitlich in die gleiche Epoche wie die Hochzeit des Feminismus und die Zeit der verstärkten gesetzlichen Gleichberechtigung und Emanzipation der Frauen in Europa und Amerika. sie fällt ebenso zusammen mit der Epoche des aufkommenden Bodice-Ripper-Romans, in denen vor allem weibliche Autoren begannen, Abenteuer- und Liebesromane mit weiblichen Hauptprotagonisten zu schreiben, die etwa Entführung und sexuelle Gewalt durch Männer erleben, zu denen sie aber letztlich eine romantische Beziehung entwickeln. Von Seiten der feministischen Bewegung wurden die Bodice-Ripper-Romane teils massiv kritisiert, da Feministinnen befürchtete, dass Frauen durch solche Lektüre daran gewöhnt werden könnten, Vergewaltigung und häusliche Gewalt als selbstverständlichen Teil ihres eigenen Lebens zu akzeptieren. Der Bodice Ripper zeigte unschuldige Jungfrauen, die durch Vergewaltigung zu Nymphomaninnen und romantisch Liebenden wurden: ein Szenario, das nach feministischer Auffassung mit den Fantasien realer Vergewaltiger erschreckend genau übereinstimmte.
John Normans Gor-Bücher – noch dazu von einem Mann geschrieben – verkörperten dieses Szenario in noch drastischerer Weise. Nach Normans philosophischen Kajira-Konzept liegt es in der Natur und Biologie veranlagt, dass der Mann über die Frau herrscht, die ihm als Sklavin dienen müsse und wolle, jedoch werde sie in der irdischen Gesellschaft mit dem politischen Konzept der Gleichberechtigung der Geschlechter daran gehindert, sich ihrer natürlichen Veranlagung hinzugeben. In den Gor-Romanen erfahren Frauen ihre wahre Weiblichkeit daher erst in der Sklaverei und Unterdrückung durch den Mann.

### Ausbreitung der Kajira-Thematik in der Gor-Reihe ab 1977
Das narrative Konzept der Kajira findet sich in John Normans Gor-Romanen seit dem ersten Band, doch baute er es im Laufe der Reihe zunehmend aus. Mit dem 1977 erschienen siebten Band Sklavin auf Gor (Captive of Gor) rückte er die Kajira-Sklaverei wesentlich in den Fokus und brachte erstmals eine weibliche Hauptfigur als Ich-Erzählerin, die in die Sklaverei gezwungen wird – ihr Erleben der Welt von Gor als Kajira stellt die wesentliche Handlung dar. In einigen späteren Romanen der Gor-Reihe setzte Norman das Konzept fort, auch hier sind die Ich-Erzählerinnen und Hauptprotagonisten Frauen, die in eine Existenz als Sklavinnen/Kajirae gezwungen werden. Die entsprechenden Bände werden daher oft auch als Kajira- oder Sklavinnen-Romane bezeichnet. Die äußert detaillierte Beschreibung der weiblichen Unterwerfung in allen Büchern bildete später die Basis für die Übernahme wesentlicher Narrative und Konzepte für die Rezeption in der BDSM-Kultur.
Bei den Kajira-Romanen handelt es sich um die elf Bände Nr. 7 – Sklavin auf Gor / Die Sklavin, Nr. 11 – In Sklavenketten auf Gor / Das Sklavenmädchen, Nr. 19 – Kajira von Gor, Nr. 22 – Die Tänzerin von Gor, Nr. 26 – Die Zeugin, Nr. 27 – Prize of Gor, Nr. 31 – Conspirators of Gor, Nr. 32 – Smugglers of Gor, Nr. 34 – Plunder of Gor, Nr. 35 – Quarry of Gor und Nr. 38 – Treasure of Gor.

### Bewertung und Folgen in den USA in den 1980er-Jahren
Die Entwicklung der Gor-Reihe durch die zunehmende Kajira-Thematik führte zu einer stark zunehmenden, teils heftigen Kritik an den Romanen.
1983 bewertete Peter Mauzy den ersten Kajira-Roman Sklavin auf Gor sowie den nachfolgenden Band Die Jäger von Gor als wichtigste Bände der Gor-Reihe, in der der zuvor untergeordnete Aspekt der weiblichen Sklaverei zum zentralen Thema der Gor-Reihe werde. Mauzy attestierte, dass die Handlung, Action, Storyline und Charakterentwicklung in den Hintergrund trete, während Norman fortan in langen expositorischen Passagen seine Philosophie der weiblichen Unterwerfung und männlichen Dominanz vermittle. Zu demselben Schluss kam ebenfalls 1983 Robert Reginald. David Langford beschrieb 1988 im SFX Magazine die Wandlung der späteren Romanreihe als „zu einer extrem sexistischen, sadomasochistischen Pornographie, in der Frauen rituell gedemütigt werden, und haben deshalb weithin Anstoß erregt“.
In den späten 1980er-Jahren wurden das Erscheinen der Gor-Romane beim DAW Books Verlag eingestellt; der Verlag argumentierte mit sinkenden Verkaufszahlen, was David Langford als „dürftigen Vorwand“ beschrieb.

### Bewertung und Indizierung der Gor-Bücher in Deutschland in den 1980er-Jahren
In Deutschland wurden zwischen 1985 bis 1987 insgesamt elf der bis dahin neunzehn auf Deutsch erschienen Gor-Romane von der Bundesprüfstelle für jugendgefährdende Medien als jugendgefährdende Schriften bewertet und indiziert. Die Indizierung lief nach 25 Jahren gesetzlich aus und wurde nicht im Rahmen einer erneuten Bewertung erneuert, sodass die entsprechenden Bücher wieder frei erhältlich sind. Die Kajira-Thematik war zentral entscheidend für die damalige Indizierung. So bewertete die Bundesprüfstelle etwa im Fall der Kajira-Romane Sklavin auf Gor (Band 7)
„(Das Buch Sklavin auf Gor) verletzt in eklatanter Weise diese allgemeine  Einschätzung des Grundgesetzes von der Gleichheit von Mann und Frau, es diskriminiert die Frauen als zum Sklavinnensein geboren bzw. als in ihrem Sklavinnendasein glückliche Wesen. [...] Die besonders frauendiskriminierende und die Würde der Frau herabsetzende Wertung [...] liegt zusätzlich noch darin, dass die Frauen nicht nur Opfer des Sklavensystems, in das sie eingefügt werden, sind, sondern dass sie dies auch noch freudig erregt ertragen, beziehungsweise nicht nur ertragen, sondern ihre frauliche Bestimmung in der Sklavenposition angeblich finden.“
und Kajira auf Gor (Band 19):
„Ebenso eklatant wie der Inhalt des Buches (Kajira von Gor) gegen die Menschenwürde verstößt, missachtet er auch das grundgesetzlich in Art. 3, Abs. 2 garantierte Gleichheitsgebot, insbesondere den Gleichberechtigungsgrundsatz zwischen Mann und Frau.“
Die Bundesprüfstelle sah zudem eine sittlich-sozialethische Gefährdung von Kindern und insbesondere männlichen Jugendlichen.
„Dem Leser wird (in Sklavin auf Gor) die Meinung vermittelt, eine Frau sei erst dann eine Frau, nachdem sie zur Sklavin geworden und ihr Willen gebrochen sei. Gerade beeinflussbare männliche Kinder und insbesondere Jugendliche könnten den Eindruck haben, auch in der realen Welt sei es so, dass Frauen bzw. Mädchen ihr Frausein erst dann erlangten, wenn sie von einem Mann erniedrigt, benutzt o. ä. worden seien. Das widerspricht eklatant dem Bild der Frau nach dem Grundgesetz, das das Leitbild einer gleichberechtigten Partnerschaft zwischen Mann und Frau vermittelt, nicht das Bild von Herr und Sklavin.“ 

## Rezeption und Adaption

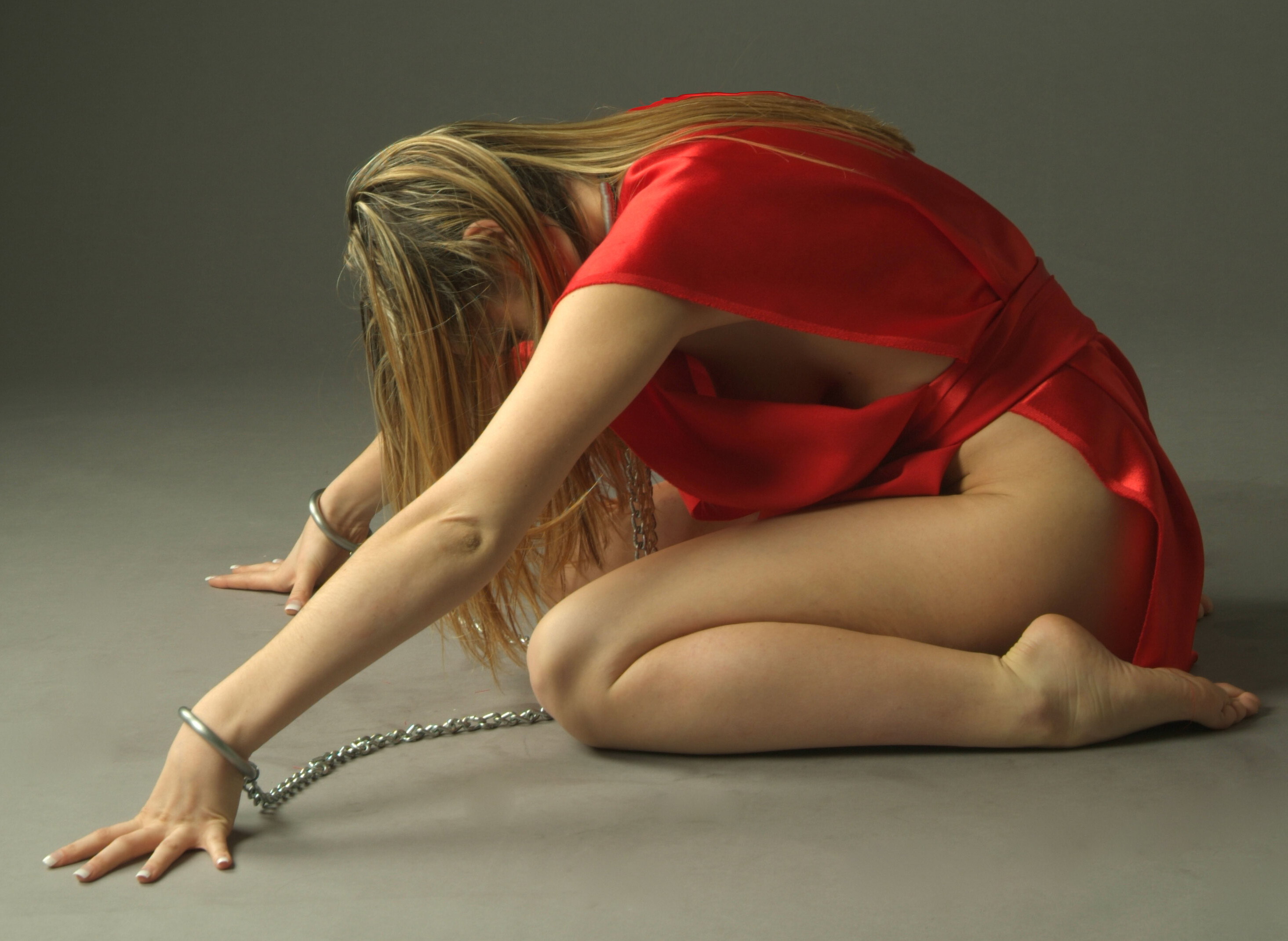
Darstellung einer Kajira. Foto: Marcus J. Ranum

### BDSM-Kultur
Entgegen Normans erklärten Wünschen brachten seine Bücher eine eigene, reale BDSM-Subkultur hervor, die sich an dem von ihm gezeichneten Herr-Sklavin/Kajira-Bild orientieren und für die „männliche Dominanz und weibliche Unterwerfung die natürliche Ordnung darstellen“. Die BBC ging im Jahr 2006 von weltweit rund 25.000 Menschen aus, die als Goreaner (Goreans) dem Herr-Sklavin-Lebensstil aus Normans Büchern folgen. In Großbritannien entdeckte die Polizei in Darlington eine BDSM-Gruppe namens Kaotians, die ihr Leben in Grundzügen an den Gor-Romanen ausrichtete. Die Gruppe grenzte sich von den Goreanern ab, die sich direkt auf das Werk Normans beziehen. Anlass des Polizeieinsatzes war die Meldung über eine junge Frau, die gegen ihren Willen als Kajira/Sexsklavin von der Gruppe festgehalten worden sei.
In BDSM-Kreisen finden Kajira-Rollenspiel-Veranstaltungen statt, die eine erotisch-sexuelle Komponente beinhalten.
Das BDSM-Portal Domsubrelationship.com charakterisiert das Verständnis einer Kajira in der BDSM-Szene als „eine Sub ohne Willen, Gedanken oder Tabus“. Im Gegensatz zu einer Sub habe sie keinerlei Rechte und müsse allem gehorchen, was ihr Besitzer befiehlt, einschließlich der Erduldung von Strafen. Während eine Sub mit ihrem Herrn durchaus Regeln und Tabus vereinbaren könne, verkörpere eine Kajira hierzu im Gegensatz die völlige Unterwerfung, Abhängigkeit und eigene Willenlosigkeit. Ihr Besitzer müsse daher aber auch Verantwortung und Fürsorge für sie übernehmen. Eine gute Kajira sei attraktiv, gehorsam und in der Lage, während ihrer Gefangenschaft und anschließenden Nutzung für Unterhaltung und Vergnügen zu sorgen.
In der BDSM-Szene wird der Begriff Kajira mitunter für Eigennamen und Pseudonyme verwendet, etwa von Kajira Blue, der Autorin eines Buchs über Fesselungen und Model eines BDSM-Portals.

### Second Life
In der virtuellen Online-Welt von Second Life hat sich seit 2003 eine Gor-Szene etabliert, bei der Spieler in verschiedene Kategorienrollen schlüpfen können, auch in die Rolle einer Kajira.

## Weitere Kontexte

### Kriminalität
Im Jahr 2012 wurde die 36-jährige in Dublin lebende Elaine O'Hara ermordet, als mutmaßlicher Täter wurde der verheiratete Architekt Graham Dwyer ermittelt. Das Opfer und der Täter waren einander bekannt, beide verkehrten in der BDSM-Szene und miteinander in einer sexuellen BDSM-Beziehung, bei der Dwyer an der psychisch instabilen O'Hara seine extremen sexuellen Gelüste auslebte. In O'Haras Wohnung stellte die Polizei am 31. August 2012 unter anderem die Schrift The Gorean Lifestyle: A Woman’s Right is Slave sicher, in der umfangreich das Leben einer Kajira beschrieben wird. Das Dokument wurde vor Gericht in die Beweisaufnahme aufgenommen und vollständig vorgelesen. Graham Dwyer wurde von dem Geschworenengericht wegen Mordes zu einer lebenslangen Freiheitsstrafe verurteilt. Gerry O'Corrall beschrieb das Gerichtsverfahren als einen der verstörendsten und schockierendsten Mordprozesse in der Geschichte Irlands.

### Vergleiche

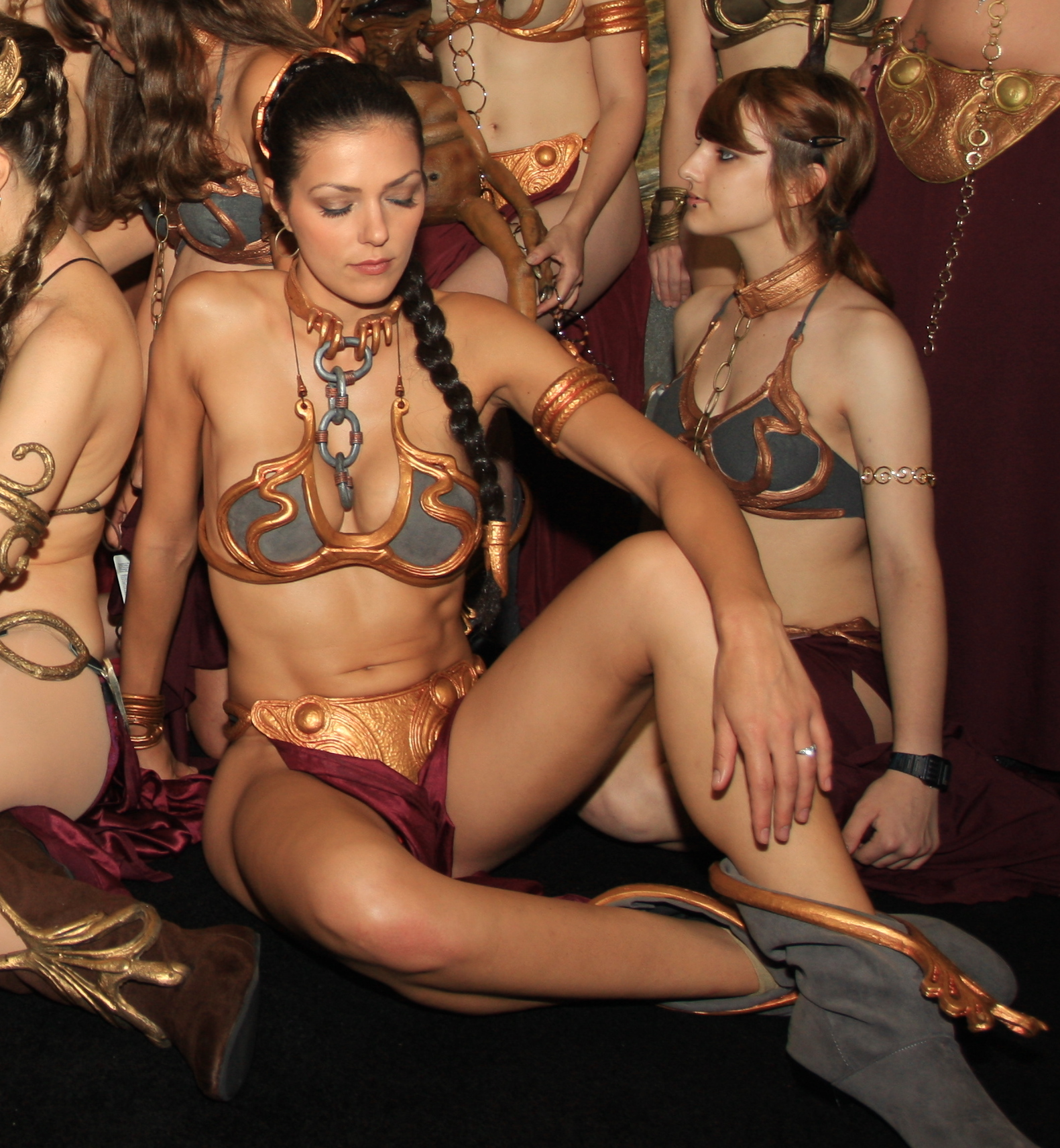
Die Schauspielerin Adrianne Curry als Sklavin Leia auf der Cosplay-Veranstaltung Star Wars Celebrations V, 2010.

Die Figur der Kajira wurde unter anderem mit der Sklavin-Leia-Darstellung aus Star Wars: Die Rückkehr der Jedi-Ritter verglichen.

### Sekundäre Fachliteratur
- Lewis Call: BDSM in American Science Fiction and Fantasy, palgrave macmillian, New York 2013.
- Aleksandra Przegalińska: Embodiment, Engagement and The Strength Virtual Communities: Avatars of Second Life in Decay, in: Tamara Journal, Volume 13, Issue 4, 13/2015, S. 58.
- Tjarda Sixma: The Gorean Community in Second Life: Rules of Sexual Inspired Role-Play, Journal of Virtual Worlds Search, Vol 1. Nr. 3 “Cultures of Virtual Worlds”, Februar 2009, S. 6–11.

### BDSM-Sachbücher
- Andrew James: The Way of the Pleasure Slave – Erotic Slavehood for the Submissive Woman, Alfred Press, ISBN 978-0-9905441-4-2.
- Master Vadim: Kajira Handbook: A Guide To The Gorean Lifestyle, 2021.

### Belletristik
- Robbie Gold: I Became A Kajira Slave Girl: A Tale Of Gorean Culture, 2022, ISBN 979-8-35358343-1.
- Jacob Posey: Tears of a Kajira, Author House, 2014, ISBN 978-1-4918-3595-1
- Guillermo Schmerge: From Freedom To Oppression: The Story Of Becoming A Kajira Slave Girl, ISBN 979-8-85051126-5